# Heidi Preuss
Heidi E. Preuss, ameriška alpska smučarka, * 18. marec 1961, Lakeport, New Hampshire, ZDA.
Nastopila je na Olimpijskih igrah 1980, kjer je osvojila četrto mesto v smuku in sedemnajsto v veleslalomu. V svetovnem pokalu je tekmovala pet sezon med letoma 1979 in 1983. V skupnem seštevku svetovnega pokala je bila najvišje na dvanajstem mestu leta 1980, ko je bila tudi četrta v kombinacijskem in sedma v smukaškem seštevku, leta 1979 pa je bila šesta v veleslalomskem seštevku.